# Кузьминское (Большесельский район)
Кузьминское — деревня в Благовещенском сельском поселении Большесельского района Ярославской области.

## Население
По данным статистического сборника «Сельские населенные пункты Ярославской области на 1 января 2007 года», в деревне Кузьминское проживает 42 человека. По топокарте 1975 года в деревне проживало 27 человек.

## География
Деревня стоит на южном левом берегу реки Черёмухи, в её верхнем течении, ниже впадения в Черёмуху реки Ахробость, на расстоянии около 1,5 км на юг от села Благовещенье. Через Кузьминское проходит дорога, связывающая Благовещенье с районным центром Большое Село. Деревня выстроена непосредственно на этой дороге и на северной окраине деревни эта дорога пересекает Черёмуху. На противоположном берегу Черёмухи, также на дороге стоит хутор Головково. Ниже Кузьминского по течению, на противоположном берегу, к северо-западу стоит деревня Борисовское, в настоящее время административный центр Благовещенского сельского поселения.

## История
Деревня Кузминская указана на плане Генерального межевания Борисоглебского уезда 1792 года. В 1825 году Борисоглебский уезд был объединён с Романовским уездом. По сведениям 1859 года деревня относилась к Романово-Борисоглебскому уезду.